# Cazaubon
Cazaubon je francouzská obec v departementu Gers v regionu Okcitánie. V roce 2013 zde žilo 1 709 obyvatel.

## Poloha obce
Obec leží u hranic departementu Gers s departementem Landes, tedy i u hranic regionu Okcitánie s regionem Nová Akvitánie.
Sousední obce jsou: Ayzieu, Campagne-d'Armagnac, Eauze, Gabarret (Landes), Labastide-d'Armagnac (Landes), Lagrange (Landes), Larée, Marguestau, Monclar, Parleboscq (Landes) a Réans.

## Vývoj počtu obyvatel
Počet obyvatel